# Spermacoce latifolia
Espèce
Classification phylogénétique
Synonymes
selon tropicos :
- Borreria alata (Aubl.) DC.
- Borreria latifolia (Aubl.) K. Schum.
- Spermacoce alata Aubl.[2]

selon GBIF :
- Borreria bartlingiana DC.
- Borreria eradii Ravi
- Borreria fockeana Miq.
- Borreria latifolia (Aubl.) K.Schum.
- Borreria latifolia f. fockeana (Miq.) Steyerm.
- Borreria latifolia f. minor (K.Schum.) Steyerm.
- Borreria latifolia f. scabrida (DC.) Steyerm.
- Borreria latifolia subsp. fockeana (Miq.) Steyerm.
- Borreria latifolia subsp. minor (K.Schum.) Steyerm.
- Borreria latifolia subsp. scabrida (DC.) K.Schum.
- Borreria latifolia subsp. sideritis K.Schum.
- Borreria latifolia var. bartlingiana (DC.) Fournet, 1978
- Borreria latifolia var. fockeana (Miq.) Bremek.
- Borreria latifolia var. latifolia (Aubl.) K.Schum.
- Borreria latifolia var. minor K.Schum.
- Borreria latifolia var. scabrida (DC.) K.Schum.
- Borreria latifolia var. sideritis K.Schum.
- Borreria penicillata Miq.
- Borreria perrottetii DC.
- Borreria platyphylla DC.
- Borreria scabrida DC.
- Borreria sideritis Cham. & Schltdl.
- Borreria splitgerberi Bremek., 1934
- Borreria splitgerheri Bremek.
- Borreria tetraptera Miq.
- Neanotis monosperma subsp. tirunelvelica A.N.Henry & Chandrab.
- Neanotis monosperma var. tirunelvelica A.N.Henry & Chandrab.
- Spermacoce aspera Aubl.
- Spermacoce aspera subsp. latifolia Griseb.
- Spermacoce aspera var. latifolia Griseb.
- Spermacoce bartlingiana (DC.) Hemsl.
- Spermacoce caerulescens Aubl.
- Spermacoce coerulescens Aubl.
- Spermacoce scabrida Pohl
- Spermacoce scabrida Pohl ex DC.
- Tardavel bartlingiana (DC.) Conz.
- Tardavel latifolia (Aubl.) Standl.[3]

Spermacoce latifolia est une espèce de plantes herbacées rudérale d'origine néotropicales appartenant à la famille des Rubiaceae.

## Description
Spermacoce latifolia est une herbacée pérenne, rampantes, atteignant jusqu'à 1 m de haut, à tiges quadrangulaires, visiblement ailées, et pubescentes.
Les stipules sont fimbriées, avec une nervure basale de 1-2,5 x 4 mm, densément pubescente (poils longs de 1,5 mm), avec 5-7 soies longues de 1,5-6 mm.
Les feuilles sont pubescentes avec le limbe elliptique-ovée à ovale, mesurant 1-5 x 0,5-2 cm.
Les inflorescences sont axillaires (parfois terminales), sessiles, avec des fleurs composées d'un calice à 4 lobes, long de 3-4 mm, et d'une corolle blanche à bleu pâle, longue de 4,5-6,5 mm de long (tube long de 2,5-5 mm, et lobes longs de 1-1,5 mm).
Les fruits sont subglobuleux, pubescents, longs de 2,5-4 mm.

Spermacoce latifolia, espèce largement répandue et variable, se caractérise par ses inflorescences produites à de nombreux nœuds le long de la tige et par des capsules subglobuleuses relativement grandes et généralement pubescentes. Les plantes sèches ont souvent une couleur jaune-vert caractéristique, similaire à celle de S. hispida, S. alata, et S. wurdackii.
Elle est souvent confondue avec Spermacoce alata.

## Écologie
On rencontre Spermacoce latifolia dans des habitats ensoleillés et perturbés, sur les rives de cours d'eau, les forêts riveraines, les savanes bordant les marécages de palmiers-bâche, les terrains vagues et ouverts, à 50-200 m d'altitude.
Elle est considérée comme adventice nuisible à colonisation agressive là où elle a été introduite hors d'Amérique tropicale,,,.
Les facteurs provoquant la levée de dormance de ses graines ont été étudiés,,.
Spermacoce latifolia est hôte du puceron Aphis gossypii.
Sa résistance aux herbicides a été étudiée dans des cultures de soja.

## Répartition
Spermacoce latifolia est largement répandu de la Colombie, au  Brésil, en passant par le Venezuela, Trinidad, le Guyana, le Suriname, la Guyane, l'Équateur, le Pérou, la Bolivie, et a été introduite en Afrique, en Asie et dans les îles du Pacifique.

## Usages
On a extrait diverses substances de Spermacoce latifolia : flavonoïdes et composés polyphénoliques antioxydants, dérivés phénoliques polycycliques, dérivés de coumarine originaux, ursane, triterpènes d'acide oléique, anthraquinone, naphtoquinone, composés apolaires, et triterpènes.
Son extrait présente des propriétés larvicides pouvant être employé pour le traitement anti-moustique d’Aedes aegypti
Spermacoce latifolia est une plante médicinale au Bangladesh, connue sous le nom de Ghuiojhil Shak qui présente des propriétés hépatoprotectrices, antioxydantes, antitumorales, antimicrobiennes, anti-inflammatoires et larvicides. Le jus de racine aurait des vertus anti-malariales. Les feuilles seraient utilisées pour le soin des yeux, contre la conjonctivite, les hémorroïdes, les calculs biliaires. Les graines auraient des propriétés anti-diarrhéiques et peuvent être utilisées pour soigner les problèmes dentaires, les fièvres et la dysenterie. On l'utiliserait aussi pour soulager les maux de tête, les maux de dents, les plaies, les traumatismes, la constipation, l'arthrite, etc..

## Protologue

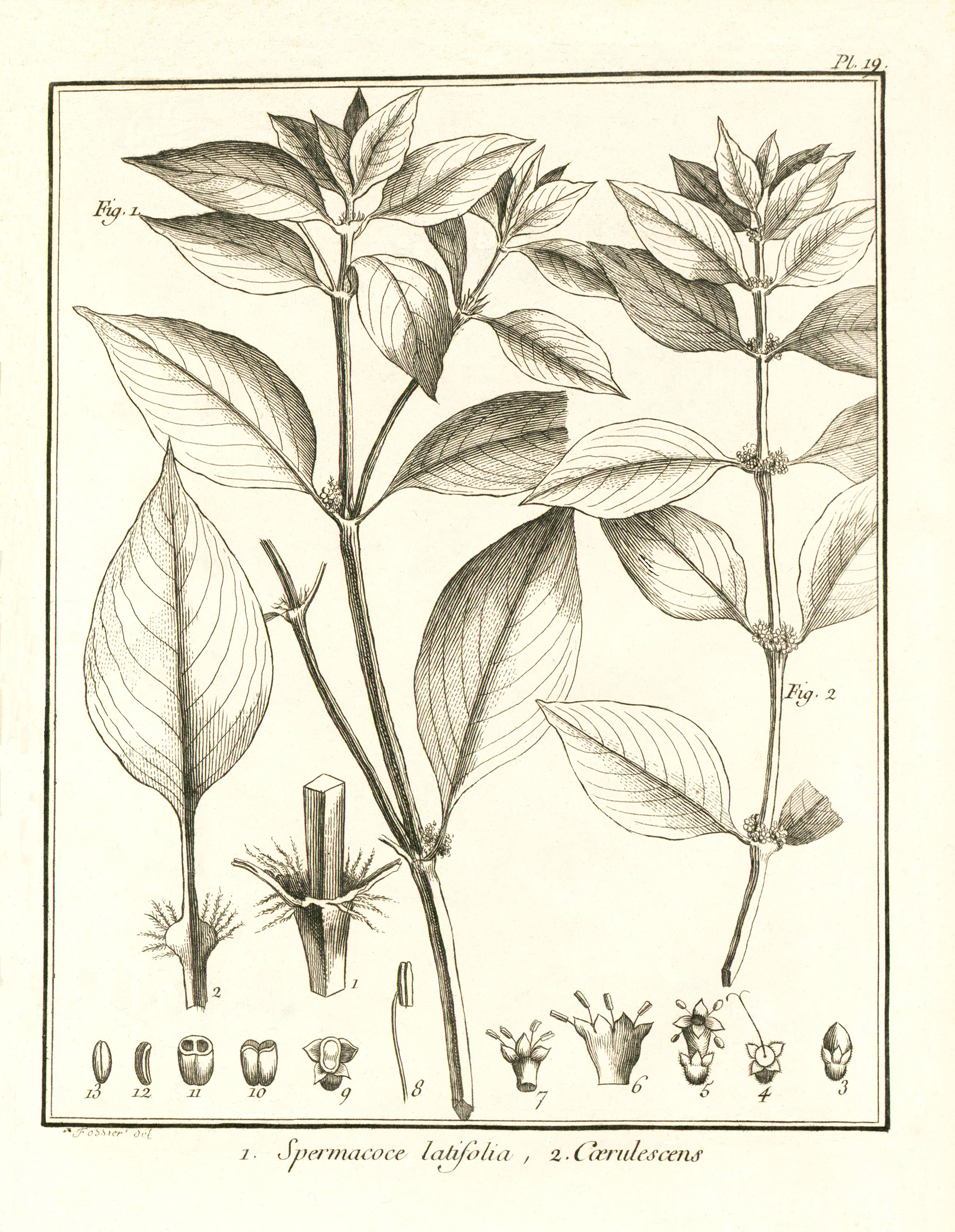
Spermacoce latifolia par Aublet (1775) Planche 19 :
fig. 1 - Spermacoce latifolia. - Le bout de la tige & la feuille ſont repréſentés de grandeur naturelle. - On a groſſi les parties de la fleur & du fruit. - 1. Panic de tige groſſie. - 2. Feuille, avec ſa membrane couverte. - 3. Bouton de fleur. - 4. Ovaire. Calice. diſque. Style. Stigmate. - 5. Fleur. - 6. Corolle ouverte. Étamines. - 7. Corolle. Étamines. - 8. Étamine ſéparée. - 9. Capſule. diſque. Calice. - 10. Capſule ſéparée du calice. - 11. Capſule coupée en travers. - 12. Graine vue de côte. - 13. Graine vue de face.
fig. 2 - Spermacoce caerulescens - Le bout de la tige qu'on a repréſentée eſt de grandeur naturelle..

En 1775, le botaniste Aublet a décrit cette espèce sous trois noms différents Spermacoce latifolia, Spermacoce caerulescens et Spermacoce aspera, dont les protologues sont les suivants :

« 1. SPERMACOCE ( latifolia ) caule erecto, quadrangulari ; floribus axillaribus. (Tabula 19. fig. 1).
PLANTA herbacea, caules plures è radice emittens tetragonos, nodoſos, ramoſos, bi aut tri-pedales. Folia oppoſita, ovata, acuta, aſpera, integerrima, ſupernè viridia, infernè pallidè virentia, petiolata ; petiolis stipulæ amplexicauli, ciliatæ adnexis. Flores albi, ceſpitoſi, ſeſſilcs, ad unam, aut utramque axillam foliorum.
Habitat ad margines viarum Caiennæ & Guianæ.

LA SPERMACOCE à larges feuilles. (PLANCHE 19. fig. 1)
La racine de cette plante eſt rameuſe, fibreuſe, & pouffe des tiges noueuſes, a quatre angles bordes d'un petit feuillet ; elles s'élèvent a deux ou trois pieds. Les nœuds de ces tiges ſont garnis de deux feuilles oppoſées, & diſpofées en croix ; celles-ci ſont réunies à leur naiſſance par une membrane découpée & ciliée a. ſon bord, qui entoure les nœuds, &, forme une petite gaine. Ces feuilles ſont liſſes, vertes en deſſus, plus pales en deſſous, rudes au toucher, entières, ovales, & terminées par une longue pointe. Leur pédicule eſt plus ou moins long. Les branches ſortent de 1'aiſſelle d'une feuille, Tantôt a. droite, & enſuite plus haut a gauche. 
Les fleurs ſont blanches ; elles naiſſent par paquets ſeſſiles, a l'aiſſelle de la feuille oppoſée a celle dont il fort une branche ; & quand il n'a point de branche, les aiſſelles des deux feuilles ſont garnies de fleurs. 
Le calice eſt velu, d'une ſeule pièce, a quatre dentelures qui couronnent l'ovaire. 
La corolle eſt d'une ſeule pièce ; c'eſt un tube qui s'évaſe, & eſt a quatre lobes aigus & égaux : elle eſt attachée autour d'un diſque qui eſt ſur l'ovaire. Les étamines ſont au nombre de quatre, placées entre les diviſions de la corolle. Leur filet eſt long, grêle, blanc. Les anthères ſont attachées au filet par le milieu de leur face interne ; elles font longues, blanches, & a deux bourſes. 
Le pistil eſt un ovaire oblong, comprime ſur deux côtes. Il eſt ſurmonté d'un style termine par deux longs stigmates. 
L'ovaire, conjointement avec le calice, devient un fruit qui ſe partage, dans ſa longueur, en deux capsules, qui renferment chacune une semence ovalaire, convexe d'un côte, applatie & ſillonnée de l'autre. 
Cette plante croît ſur le bord des chemins, & dans les terreins défrichés à Caïenne & à la grande-terre. »

— Fusée-Aublet, 1775.

« 2. SPERMACOCE (cæruleſcens) foliis ovatis, acutis, floribus numerous, axillaribus, verticillatis ; caule ſimplici, erecto. ( Tabula 19. Fig. 2.)
Hæc ſpecies differt a præcedenti, caulibus humilioribus, rectis, ſimplicibus, foliis minoribus, vireſcentibus; stipula breviori, minus ciliata, floribus parvis, cæruleis & fructu exiguo.
Habitat in iiſdem locis.

LA SPERMACOCE à fleurs bleuâtres. (PLANCHE 19. fig. 2)
Cette eſpèce diffère de la précédente, par ſa tige droite, ſimple ; & moins haute, par ſes feuilles petites, & de couleur bleuâtre ; enfin par ſon fruit qui n'excède pas la moitié de celui de la précédente. Les découpures du calice ſont auſſi moins allongées. 
Cette plante croît dans les mêmes lieux que la précédente. »

— Fusée-Aublet, 1775.

« 6. SPERMACOCE (aſpera) foliis oblongis, anguſtis, aſperis, floribus verticillatis. (Tabula 21. Fig. 6.)

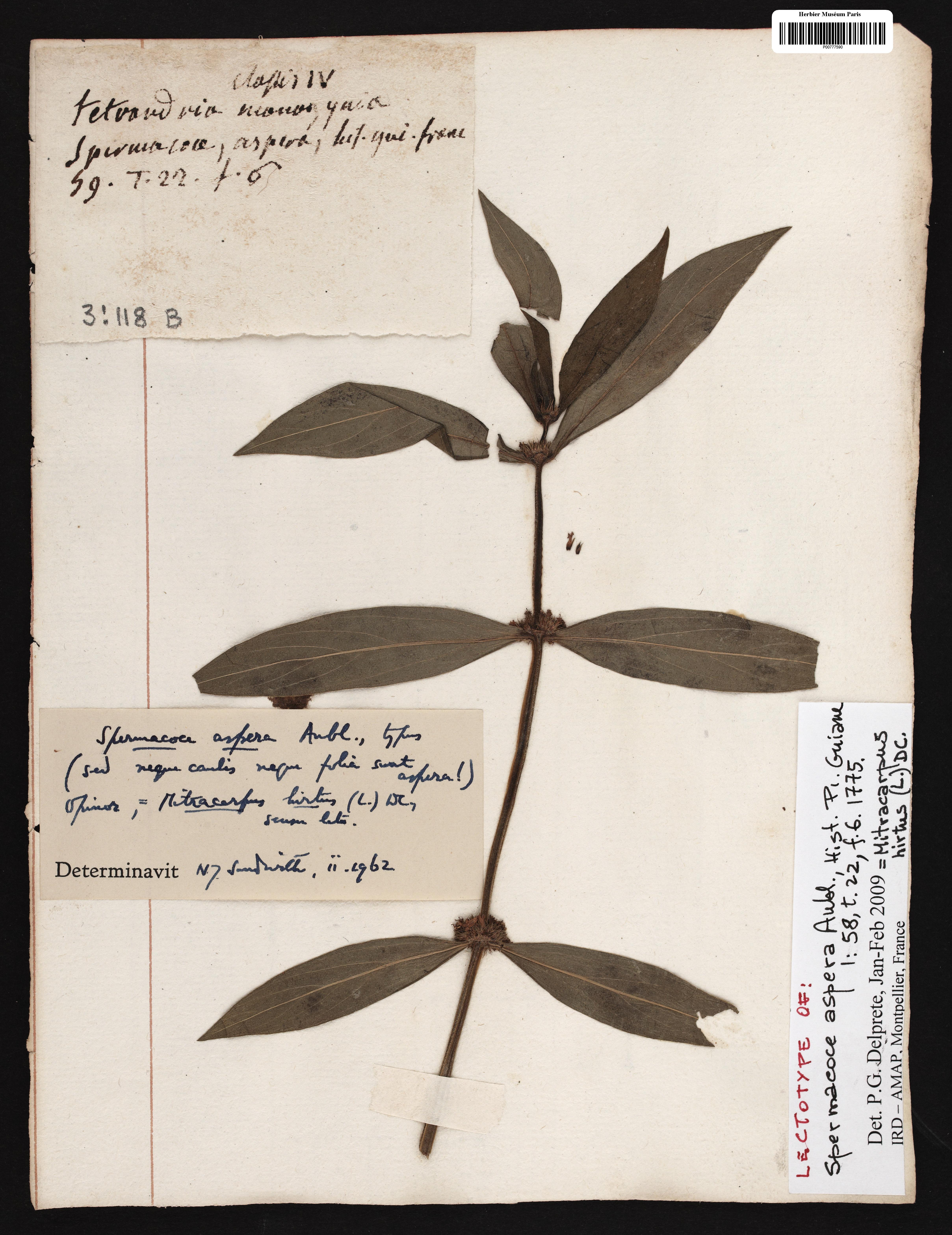
échantillon type de Spermacoce aspera (syn. de Spermacoce latifolia) collecté par Aublet en Guyane

Planta plurimos caules è radice emittit, tetragonos, aſperos ; nodoſos, pedales & bipedales. Folia anguſta, oblonga, acuta, aſpera, ſeſſilia. Flores numeroſi, albi, verticillati, ſeſſiles, axillares.
Habitat ad margines viarum in infula Caïennæ & in inſula Franciæ.

LA SPERMACOCE rude. (PLANCHE 21. fig. 6)
Cette eſpèce pouſſe de ſa racine beaucoup de tiges fermes, droites, noueuſes, hautes d'un pied & demi. Les nœuds ſont éloignés les uns des autres, & garnis de deux feuilles entières, & diſpoſées en croix. Elles ſont ſeſſiles, longues, vertes, rudes, étroites, terminées en pointe. A leurs aiſſelles naiſſent des fleurs en grand nombre, qui paroiſſent entourer la tige Celle-ci eſt rude : elle a quatre angles. 
La corolle eſt blanche, très petite, portée ſur la tetc d'un embryon qui devient un fruit, lequel ſe partage en deux capſules ſèches & monoſpermes. 
Cette plante croît au bord des chemins, dans l’île de Caïenne. Elle croit auſſi à l'île de France. »

— Fusée-Aublet, 1775.

« Toutes ces eſpèces de Spermacoce ſont employées en ptiſane par les Nègres de Madagaſcar, pour la cure de la gonorrhée. »

— Fusée-Aublet, 1775.

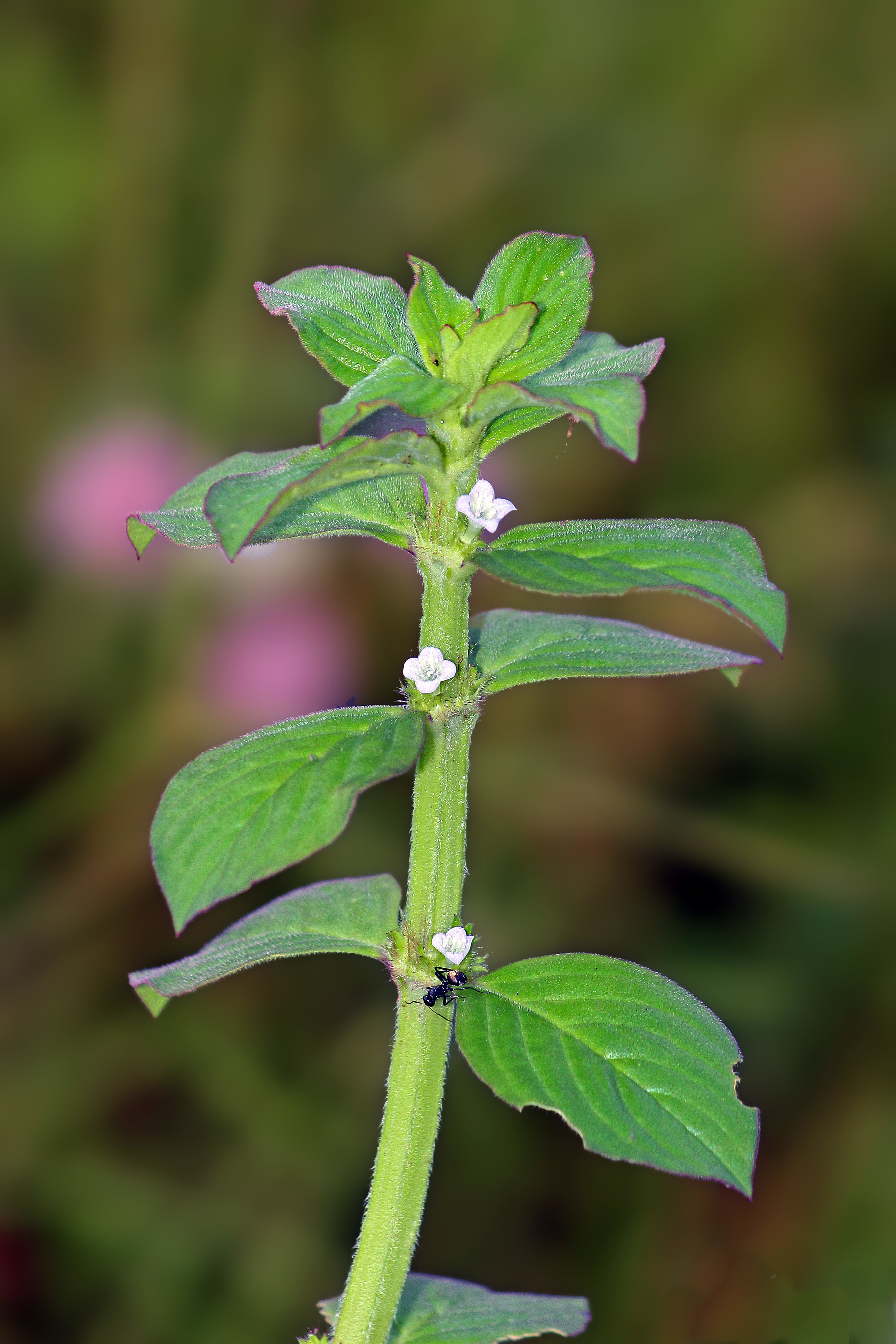
Spermacoce latifolia à Thrissur (Inde)
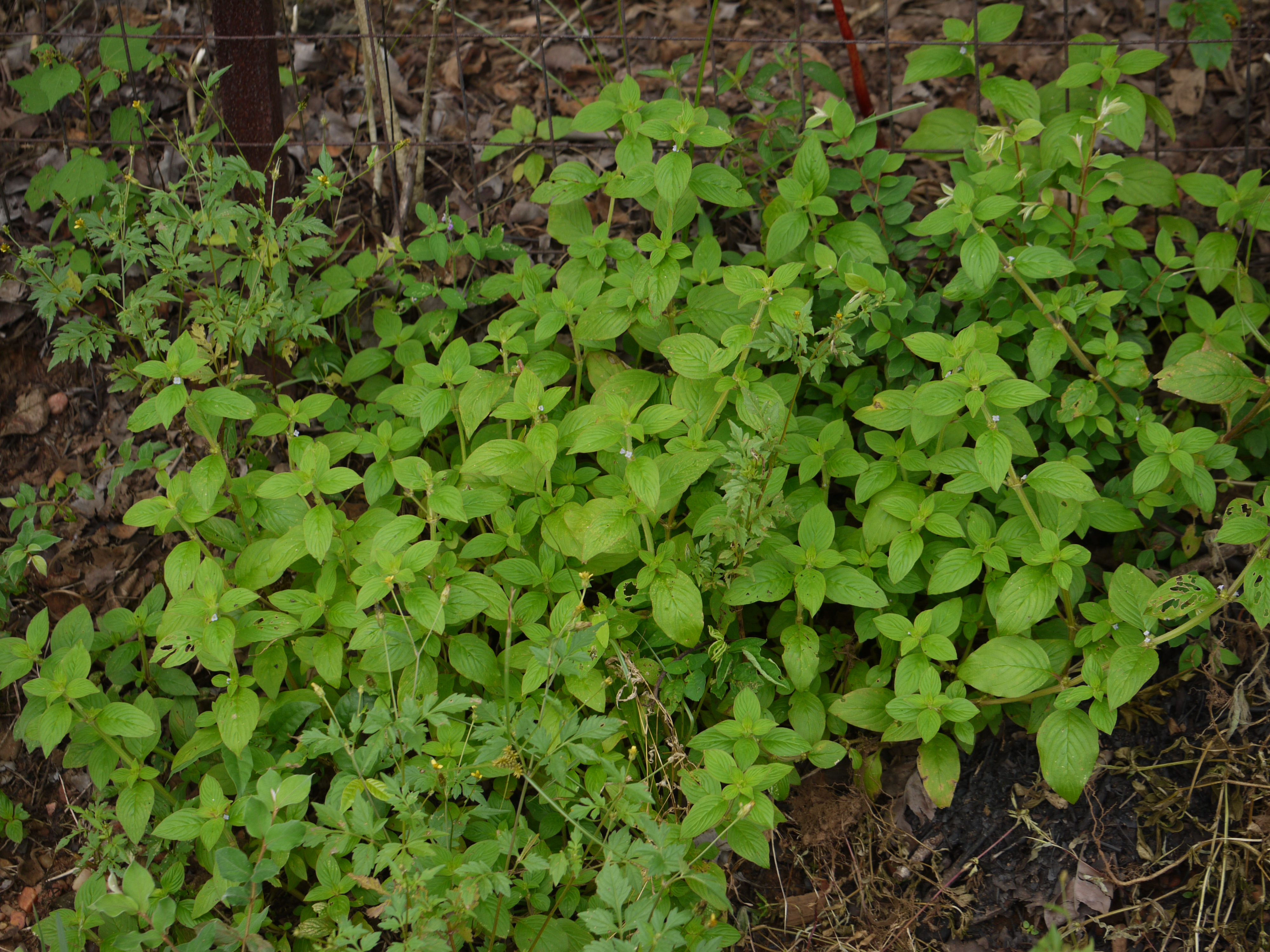
Spermacoce latifolia à Thane (Inde)
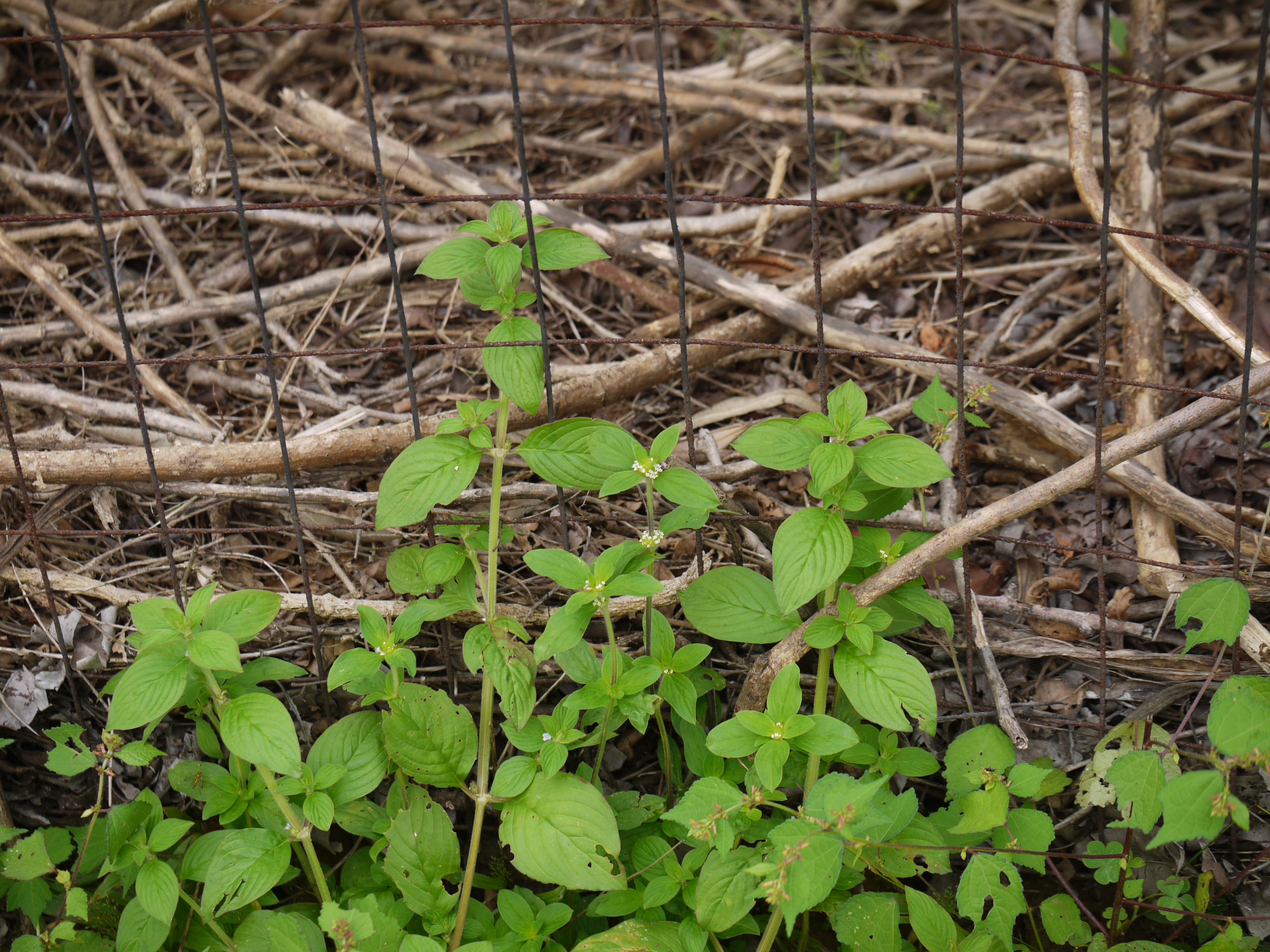
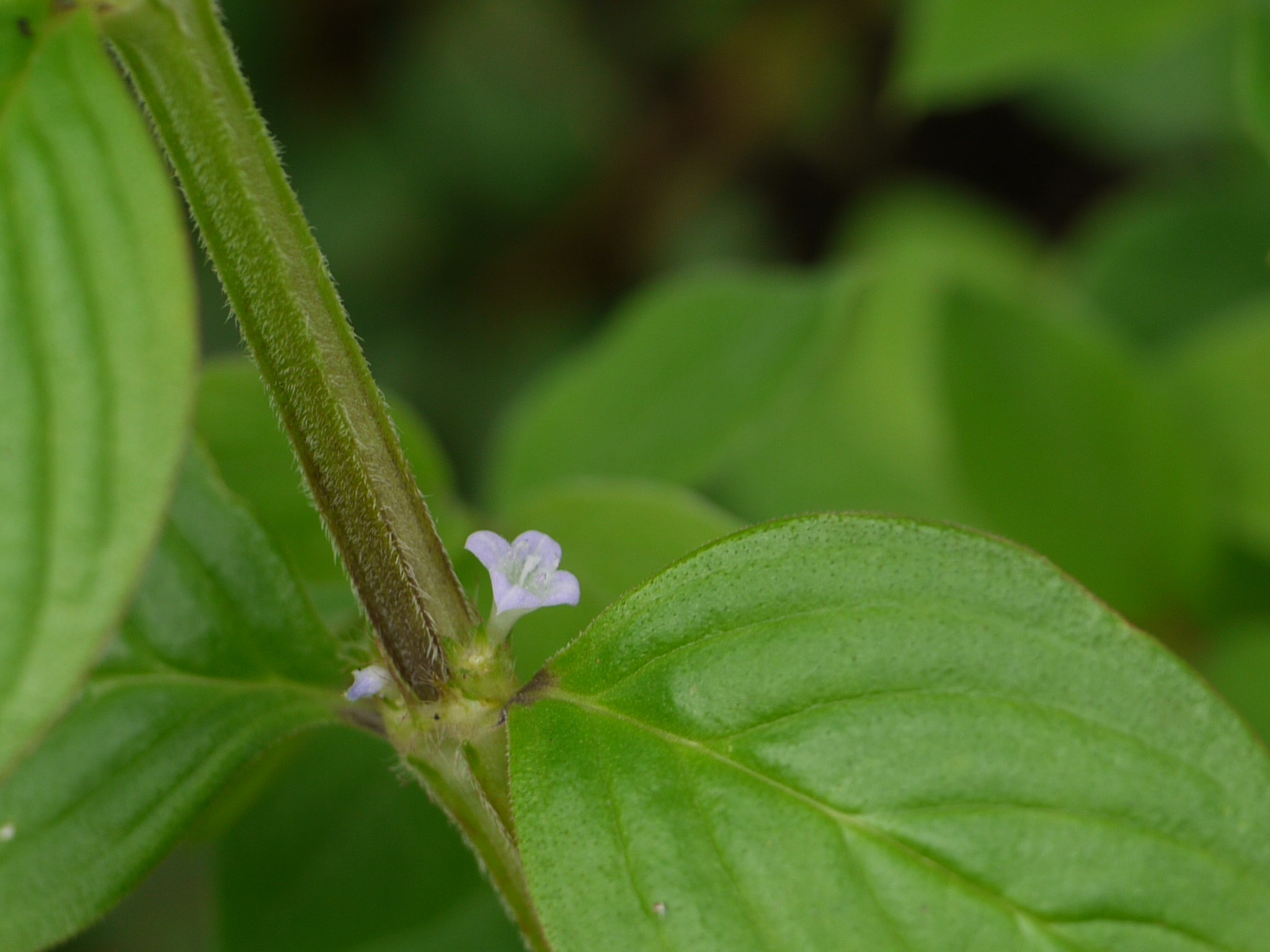
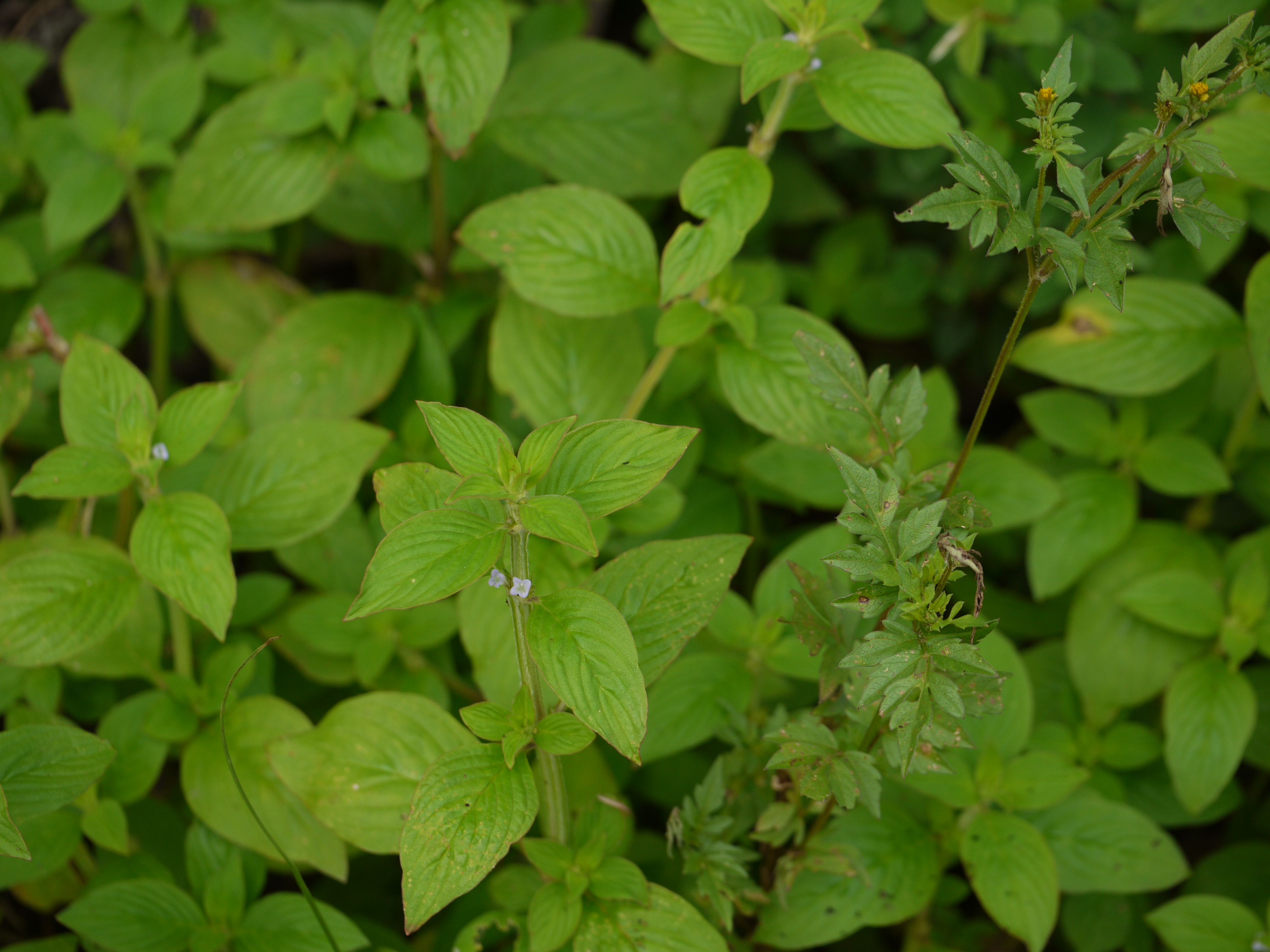
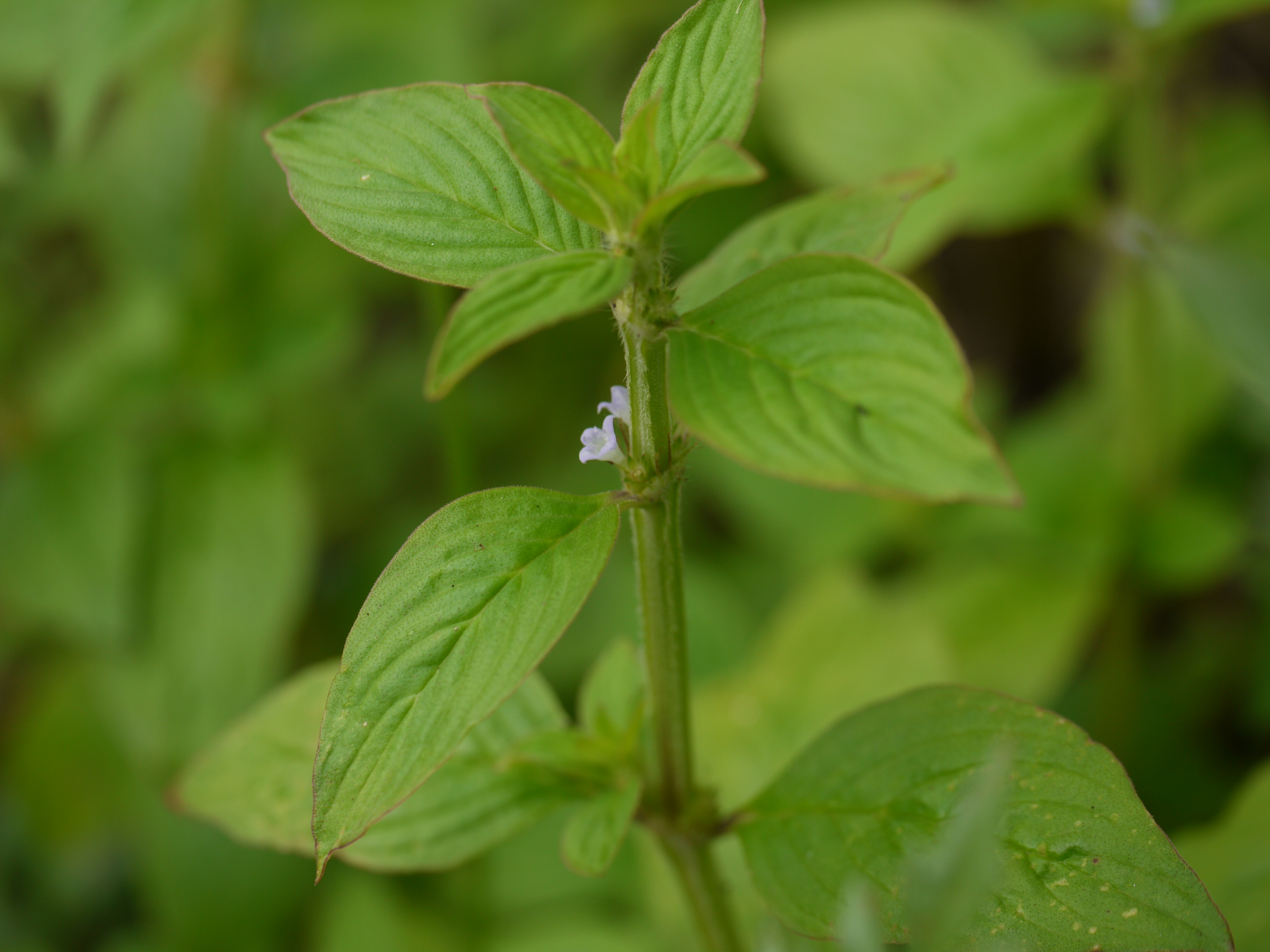
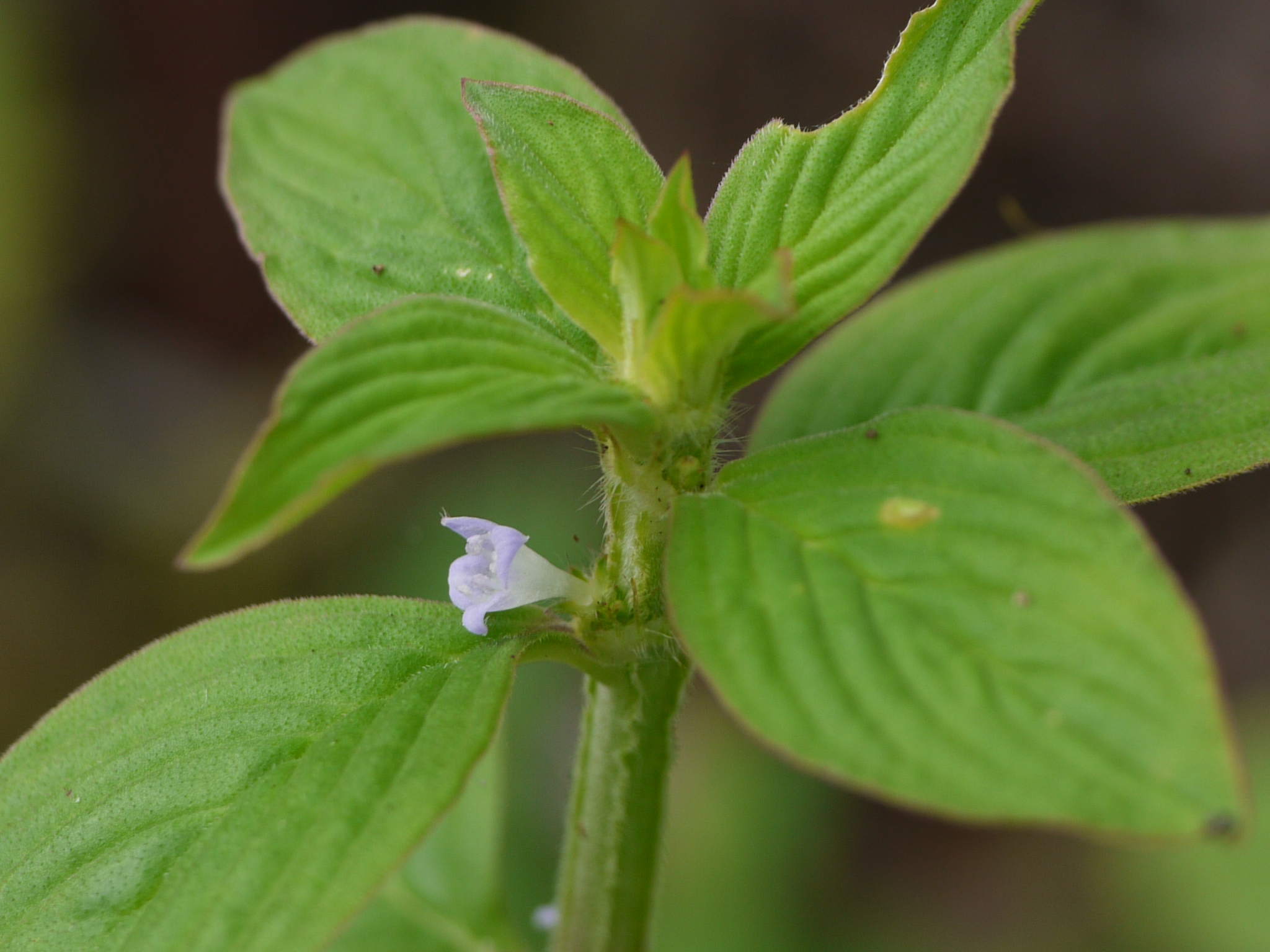
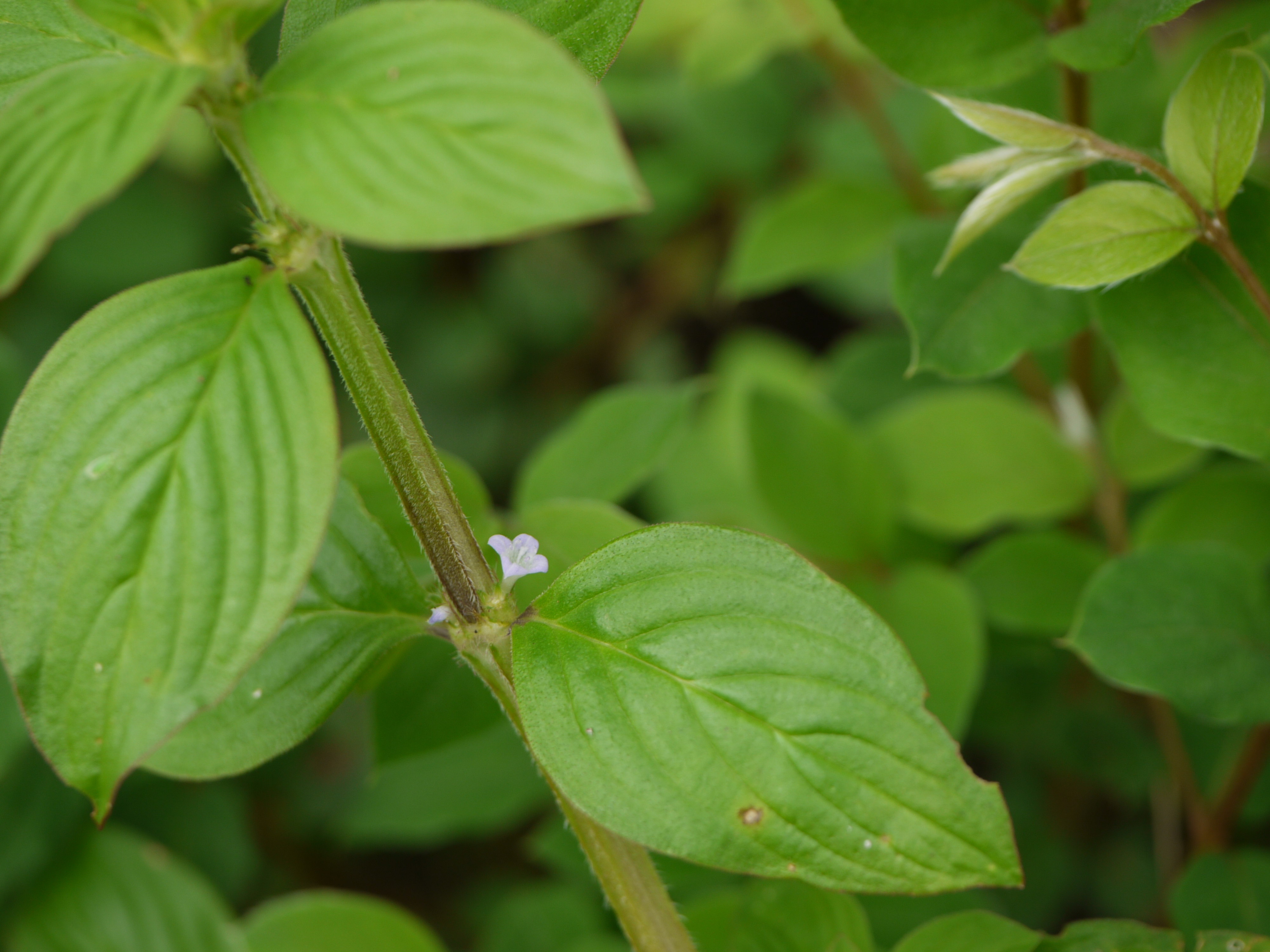
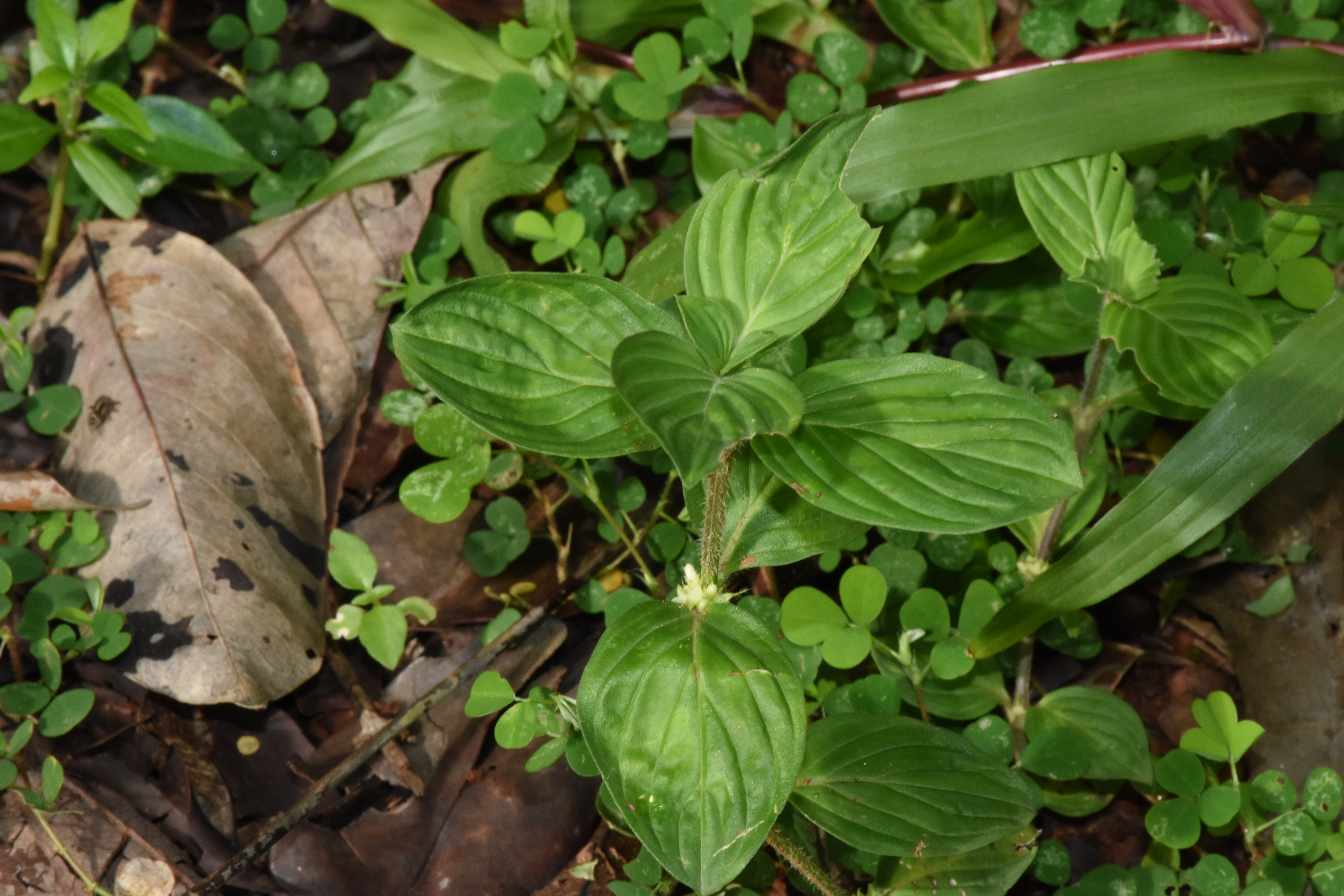
Spermacoce latifolia
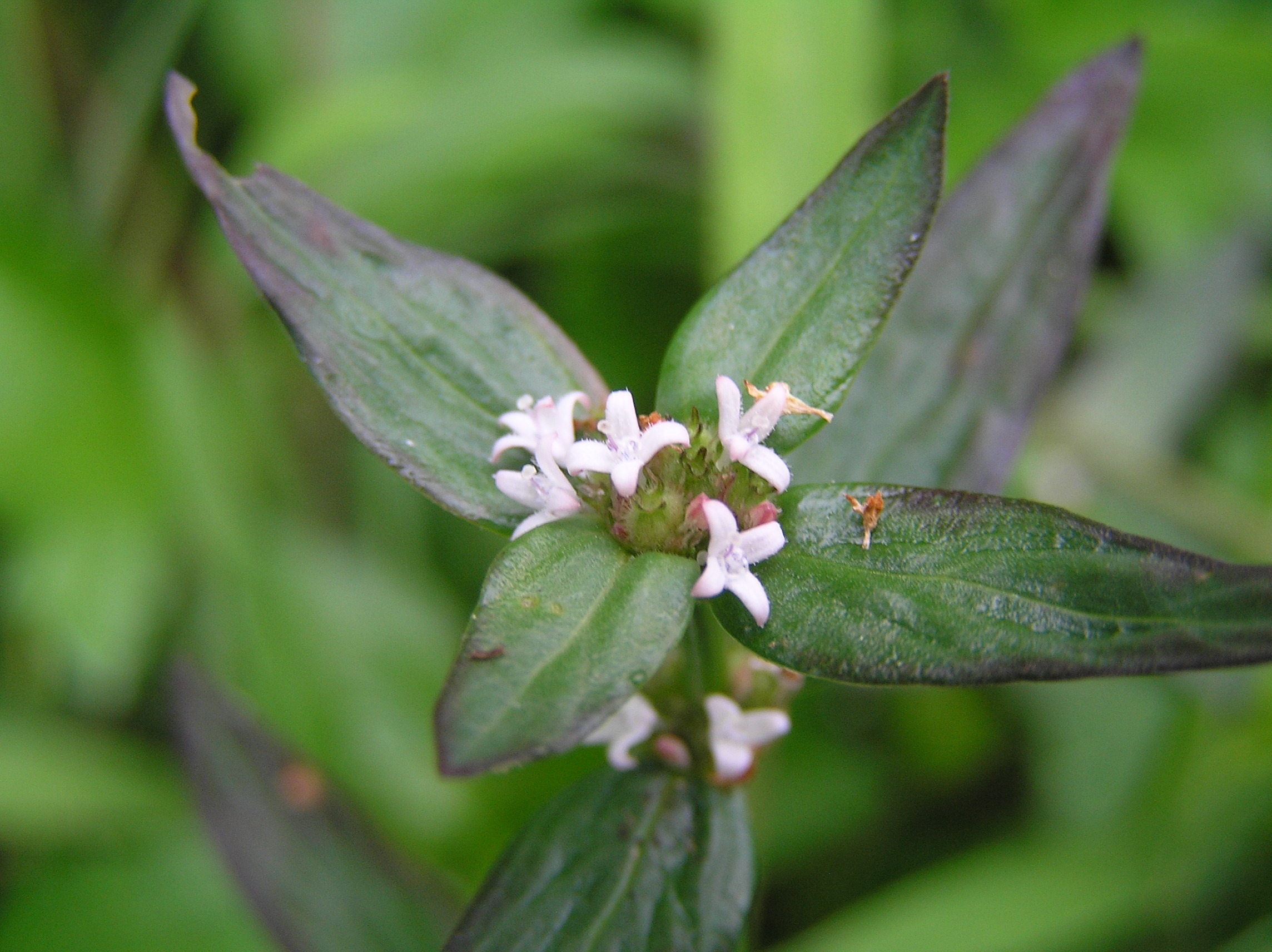
Spermacoce latifolia à Hong Kong